# Operatives Führungszentrum des Ministeriums für Nationale Verteidigung
Das Operative Führungszentrum des Ministeriums für Nationale Verteidigung (OFZ) war das Zentrale Diensthabende Führungsorgan beim Chef des Hauptstabes der Nationalen Volksarmee (NVA) der DDR.
Die Einrichtung in Strausberg wurde auf der Grundlage von Forderungen des Chefs des Hauptstabes vom 5. Oktober 1979 nach weiterer Erhöhung der Führungsbereitschaft in der NVA geplant, seine Errichtung vorbereitet und mit der Funktionsprobe im Herbst 1980 in Dienst gestellt. Es war ein aus zwei hintereinander gestellten Flugzeugsheltern gefertigter Schutzbau mit Erdüberdeckung, in dem auf zwei Etagen Dienst- und Arbeitsräume eingerichtet waren. Die Nachrichtensicherstellung des OFZ erfolgte von der Hauptnachrichtenzentrale des Ministeriums für Nationale Verteidigung.
Grundlegender Ausgangspunkt für seine Errichtung war die Schaffung einer zentralen Diensthabenden Einrichtung im MfNV zur Unterstützung der Führungstätigkeit des Ministers für Nationale Verteidigung und seiner Stellvertreter unter den Bedingungen des täglichen Dienstes und zur Gewährleistung des planmäßigen Überganges des MfNV in eine höhere Stufe der Gefechtsbereitschaft und zur Aufgabenerfüllung unter besonderen Lagebedingungen. In der Mitte der 80er Jahre wurde das Alarmierungssystem „Schnur“ aus der UdSSR eingeführt und im Operativen Führungszentrum installiert.

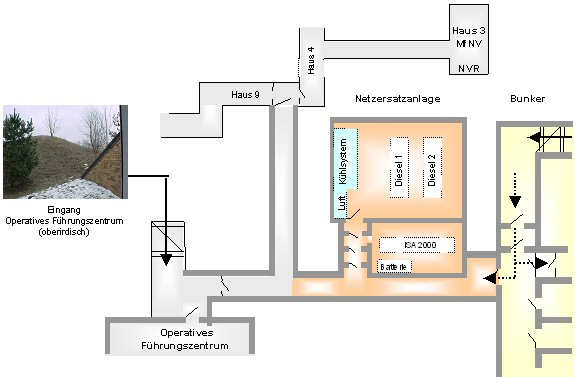
Unterirdisches Gangsystem

Seine Aufgabe bestand darin, die Operative Lage beim Gegner, besonders der NATO-Streitkräfte in den Kommandobereichen Zentraleuropa und Ostseeausgänge, sowie bei den eigenen Truppen und Flottenkräften und auf dem Territorium der DDR ständig zu führen und ein solches Dienstregime aufrechtzuerhalten, das die schnelle Reaktion auf grundsätzliche Veränderungen der Lage gestattete. Bei besonderen Lageentwicklungen innerhalb und außerhalb des Territoriums der DDR sowie bei militärischen Handlungen in Kriegsgebieten der Welt wurden die erforderlichen Daten gesammelt, ausgewertet und für Minister für Nationale Verteidigung bzw. die Partei- und Staatsführung aufbereitet.
Die Führungsaufgabe bestand in:
1. der laufenden Führung und Einschätzung der Lage der NATO-Streitkräfte in Mitteleuropa, sowie die Lage an der innerdeutschen Grenze  und der Grenze zu West-Berlin,
2. der täglichen Führung der Lage und Zustand der Truppen und Flottenkräfte sowie der Einrichtungen der NVA, der Grenztruppen der DDR und die Lage auf dem Territorium der DDR,
3. der Aufbereitung, Zusammenfassung und Analyse von Meldungen,
4. der Gewährleistung der Alarmierung und Benachrichtigung über die Alarmierungssysteme Monument des Stabes der Vereinten Streitkräfte und Schnur der NVA,
5. der Gewährleistung der Führung der NVA, der Grenztruppen und der Zivilverteidigung der DDR beim Übergang auf höhere Stufen der Gefechtsbereitschaft nach Herstellung der Arbeit der operativen Führungsgruppe bis zur Herstellung der Führungsbereitschaft der Hauptführungsstelle, und anderen.

Der Personalbestand im OFZ setzte sich aus einer Strukturgruppe und einer zeitweiligen Gruppe zusammen, insgesamt waren im täglichen Dienst 17 bis 22 und in Zeiten angespannter Perioden 30 bis 40 Armeeangehörige im Einsatz.
Das OFZ war über einen unterirdischen Gang mit der Nachrichtenzentrale „Wostok“ und den als Ausweichführungsstelle des MfNV K 23/24 ausgebauten Kellerräumen der Hauser 9 und 4 bis hin zu den Räumen des Nationalen Verteidigungsrates im Haus 3 des MfNV verbunden. Außer Haus erfolgte der schriftliche Informationsaustausch zwischen den Einrichtungen über eine Rohrpostzentrale.

## Bilder

Operatives Führungszentrum
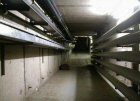
Gang zum OFZ
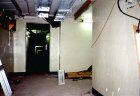
Eingang
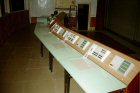
Lagedarstellungsraum
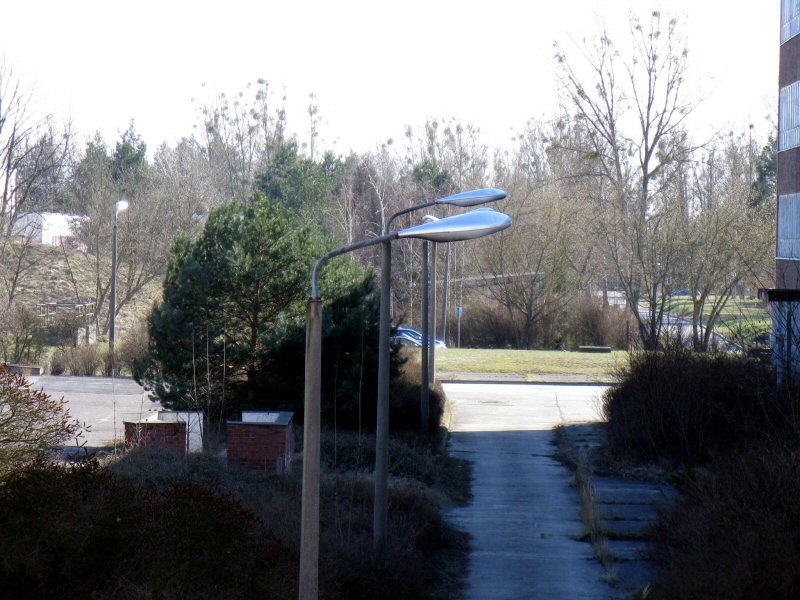
OFZ mit oberird. Eingang und Erdwall im Hintergrund.
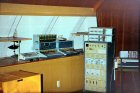
Dienstraum OPD mit Alarmierungssystem „Schnur“ im Hintergrund